# BEDNAR FMT
BEDNAR FMT s.r.o. – чеський виробник сільськогосподарської техніки. Спеціалізується на розробці машин для обробки ґрунту, посіву та внесення добрив, обробки післяжнивних решток та міжрядного обробітку.

## Історія
Компанія була заснована в 1997 році як STROM Export s.r.o Ладіслав Беднар та його партнерами і спеціалізувалася на експорті чеської сільськогосподарської техніки. Поступово компанія почала виробляти власні машини, першим продуктом стала дискова борона DISK PROFI, представлена у 1998 році. З роками компанія розширила асортимент продукції та модернізувала виробничі потужності, насамперед у місті Рихнов-над-Кнежною.
У 2013 році компанія була перейменована в BEDNAR FMT, а Ладіслав Беднар став одноосібним власником. Компанія пропонує ряд сільськогосподарської техніки, включаючи дискові борони, сівалки, передпосівні компактори особливо для великих фермерських господарств. Компанія регулярно представляє свою продукцію на міжнародних сільськогосподарських виставках, таких як Agritechnica і SIMA.
BEDNAR FMT має розгалужену дистриб’юторську мережу по всій Європі, Америці, Азії та Австралії.

## Рекорд
У 2023 році дискова борона SWIFTERDISC XE 18400 MEGA обробила рекордні 769,36 га за 24 години.
Середні експлуатаційні дані:
- Робоча глибина: 7 см
- Середня витрата палива: 3,1 л/га
- Максимальна робоча швидкість: 21 км/год
- Середня продуктивність: 32,6 га/год
- Пройдений шлях: 450,7 км
- Загальна витрата палива: 2355.6 л

### Зовнішні посилання
- Офіційний сайт